# Bethel (Nueva York)
Bethel es un pueblo ubicado en el condado de Sullivan en el estado estadounidense de Nueva York. En el año 2007 tenía una población de 4,532 habitantes y una densidad poblacional de 20.5 personas por km².

## Geografía
Bethel se encuentra ubicado en las coordenadas 41°40′51″N 74°51′57″O / 41.68083, -74.86583. Según la Oficina del Censo, la ciudad tiene un área total de 233,2 km² (90,0 mi²), de la cual 221 km² (85,3 mi²) es tierra y 12 km² (4,6 mi²) (5.13%) es agua.

## Demografía
Según la Oficina del Censo en 2000 los ingresos medios por hogar en la localidad eran de $36,017, y los ingresos medios por familia eran $37,321. Los hombres tenían unos ingresos medios de $35,025 frente a los $24,438 para las mujeres. La renta per cápita para la localidad era de $25,335. Alrededor del 14.9% de la población estaban por debajo del umbral de pobreza.